# Assunta Marchetti
Pour les articles homonymes, voir Marchetti.
Assunta Marchetti (26 mars 1871 - 1er juillet 1948) est une religieuse italienne, missionnaire au Brésil et cofondatrice des sœurs missionnaires de saint Charles Borromée et reconnue bienheureuse par l'Église catholique.

## Biographie
Madre Assunta Marchetti est née le 26 mars 1871 à Camaiore. Dès son plus jeune âge, elle désire se consacrer à la vie religieuse mais le contexte familial l'en empêche.
En 1895, elle accepte de partir avec son frère Joseph, qui est missionnaire, au Brésil pour s'occuper d'un orphelinat des émigrés italiens. Après avoir eu la charge d'un orphelinat à São Paulo, elle donna naissance, avec l'appui de son frère, à la Congrégation des Sœurs scalabriennes de Saint-Charles-Borromée. Assunta se dépensa sans réserve pour les émigrés, et en particulier pour les enfants italiens. Modèle de charité chrétienne, son charisme appela de nombreuses compagnes à la rejoindre dans son œuvre.
Le 25 octobre 1895, à Plaisance (Italie), elle émit les vœux de religion, avec sa mère et sa sœur, dans les mains de Jean-Baptiste Scalabrini. L'institut retient cette date comme celle de sa fondation. Supérieure générale de sa congrégation à deux reprises, Madre Assunta ne cessa de développer son institut, et de multiplier des œuvres de charité à l'encontre des émigrés italiens.
Elle meurt le 1er juillet 1948 à l'orphelinat de São Paulo.

## Béatification
- 1987 : ouverture de la cause en béatification.
- 19 décembre 2011 : Assunta Marchetti est déclarée vénérable par François (pape).
- 9 octobre 2013 : le pape François reconnaît un miracle dû à son intercession et signe le décret de béatification.
- 25 octobre 2014 : célébration de béatification présidée par le cardinal Angelo Amato, dans la Cathédrale métropolitaine de São Paulo.

Fête liturgique fixée au 1er juillet.